# Janusz Nowożeniuk
Janusz Stefan Nowożeniuk (ur. 25 lutego 1935 w Katowicach, zm. 12 września 2015) – polski dziennikarz sportowy, związany z Przeglądem Sportowym.

## Życiorys
Od 1952 był związany z Przeglądem Sportowym, początkowo w dziale korespondentów terenowych, od 1958 jako dziennikarz etatowy, od 1978 był zastępcą sekretarza redakcji, od 1981 do 1995 sekretarzem redakcji, do 2003 współpracował ze swoim pismem. W latach 1965–1974 był członkiem zarządu Polskiego Związku Piłki Siatkowej.
Od 1965 pisał przede wszystkim o siatkówce, był inicjatorem plebiscytu na najlepszego siatkarza ligi, publikował felieton Po obu stronach siatki (do 2003). Od 2005 prowadził rubrykę Okiem weterana w Magazynie Siatkówka.
Był odznaczony Srebrnym Krzyżem Zasługi (1974), Złotym Krzyżem Zasługi (1981), Krzyżem Kawalerskim Orderu Odrodzenia Polski (2001, M.P. z 2001, nr 23, poz. 406).
Został pochowany na Cmentarzu Komunalnym Północnym w Warszawie Kwatera S-V-2 rząd 1 grób 18.